# Bicolore
Leucodonta bicoloria
Pour les articles homonymes, voir Bicolore (robe de chat).
Genre
Espèce
Le Bicolore ou Bombyx bicolore, Leucodonta bicoloria, est une espèce d'insectes lépidoptères (papillons) appartenant à la famille des Notodontidae.
- Répartition : de l’Europe au Japon.
- Envergure du mâle : 14 à 18 mm.
- Période de vol : de mai à juillet.
- Plantes-hôtes : Betula alba.